# Chiesa di San Pietro Apostolo (Monsano)
La chiesa di San Pietro Apostolo è la parrocchiale di Monsano, in provincia di Ancona e diocesi di Jesi; fa parte della zona pastorale di San Marcello-Santa Maria Nuova.

## Storia
La prima citazione di un luogo di culto dedicato a san Pietro risale al 1290 ed è contenuto nelle Rationes decimarum, dalle quali si apprende che esso dipendeva dalla pieve di San Giovanni.
Nel XV secolo, essendo quest'ultima scomoda per i fedeli a causa della sua ubicazione al di fuori delle mura del borgo, la parrocchialità venne traslata nella chiesa di San Pietro.
L'edificio venne interessato verso il 1579 da un intervento di ampliamento e di rimaneggiamento; si presentava, così, suddiviso in due navate e dotato di sette altari, di cui uno principale e sei laterali.
La struttura fu gravemente danneggiata dal terremoto del 1741, tanto che si decise di demolirla; nel 1744 iniziarono i lavori di costruzione della nuova parrocchiale, portata a termine nell'arco di quattordici mesi e poi consacrata il 21 giugno 1761 dal vescovo Antonio Fonseca.
Negli anni settanta, in ossequio alle norme postconciliari, si procedette alla modifica dell'altare e al suo spostamento in posizione avanzata verso l'assemblea.

## Descrizione

### Esterno

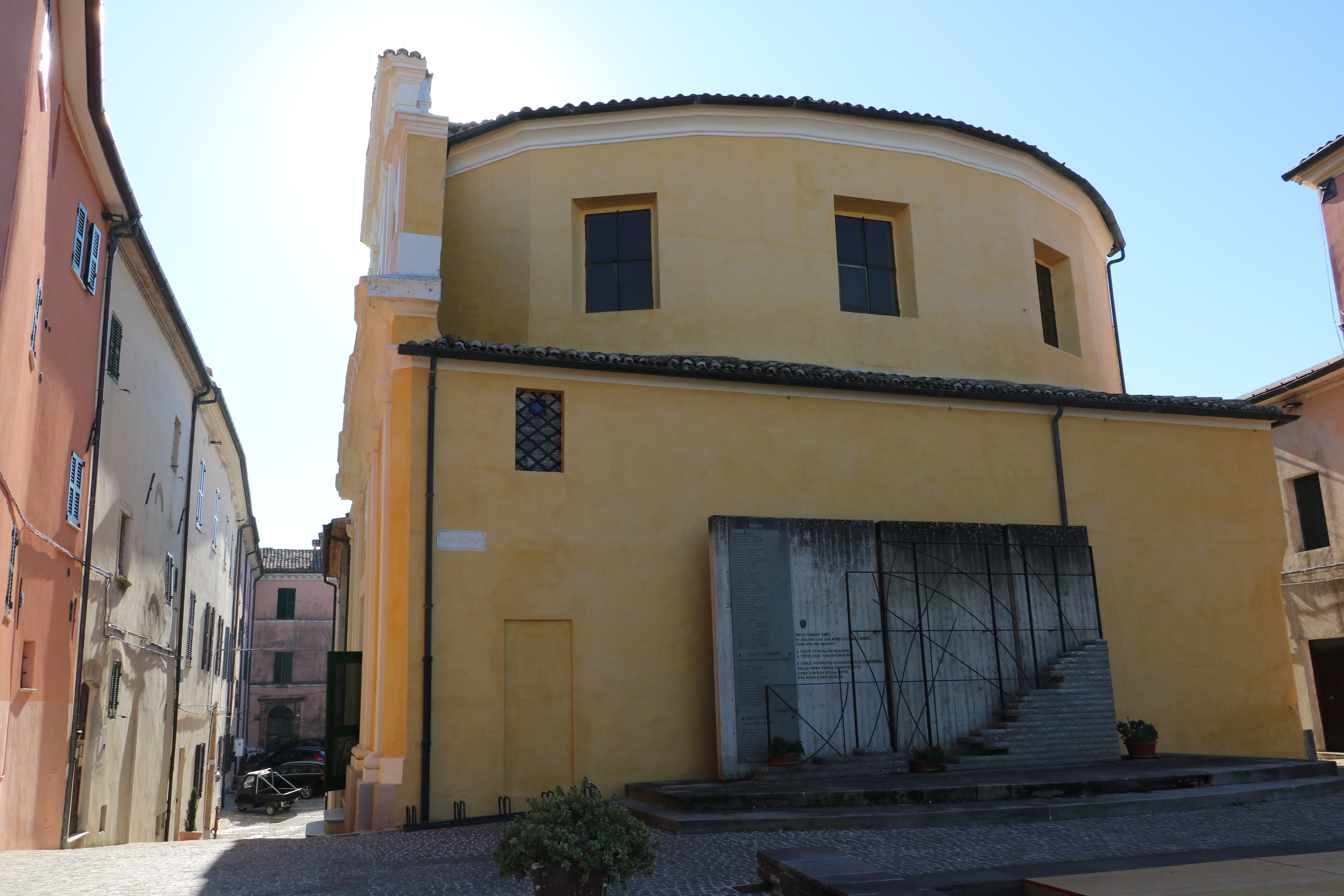
Il fianco della chiesa

La facciata a salienti della chiesa, rivolta a sudest, è suddivisa da una cornice marcapiano in due registri, entrambi scanditi da lesene tuscaniche; quello inferiore, più largo, presenta centralmente il portale d'ingresso e ai lati due nicchie vuote, mentre quello superiore è caratterizzato da una finestra e coronato dal timpano di forma triangolare.
Sul retro della parrocchiale si erge il campanile, che presenta due aperture a tutto sesto.

### Interno

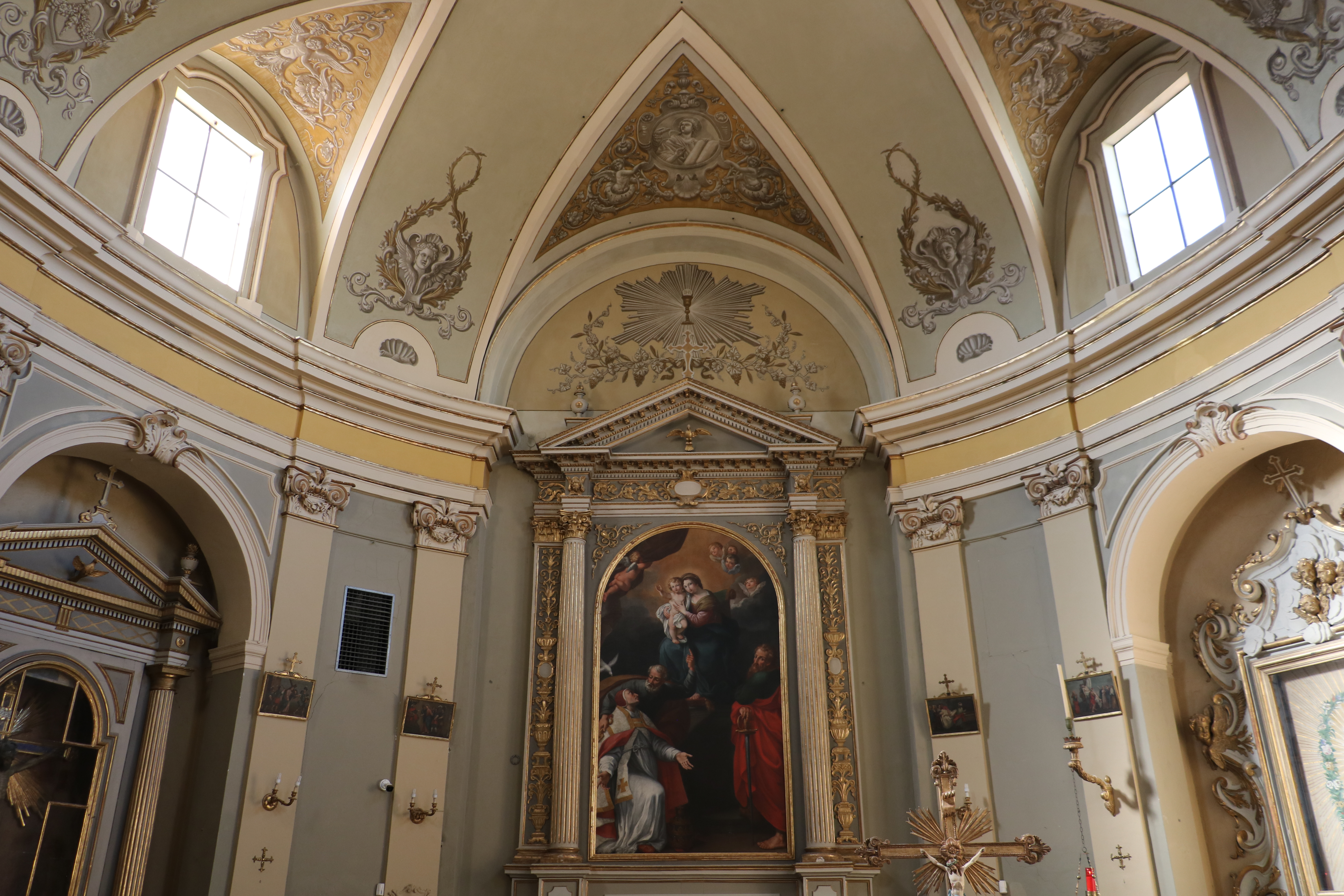
L'interno

L'interno dell'edificio si compone di un'unica navata a pianta ellissoidale, sulla quale si affacciano le cappelle laterali, introdotte da archi a tutto sesto, e le cui pareti sono scandite da lesene binate con capitelli ionici sorreggenti la trabeazione modanata e aggettante sopra la quale si imposta la volta, caratterizzata dalle unghiature ospitanti le finestre; al termine dell'aula si sviluppa il breve presbiterio, leggermente rialzato e chiuso dalla parete di fondo piatta.
Qui sono conservate diverse opere di pregio, tra le quali il Crocifisso ligneo, intagliato nel Quattrocento, il paliotto dell'altare maggiore, risalente alla metà del XVIII secolo circa e attribuito alla bottega degli Scoccianti, e la pala raffigurante la Madonna con Bambino con i Santi Pietro Gregorio e Paolo, eseguita da Domenico Valeri.